# Gwen Wakeling
Gwen Sewell Wakeling (* 3. März 1901 in Detroit; † 16. Juni 1982 in Los Angeles) war eine US-amerikanische Kostümbildnerin beim Film.

## Leben
Gwen Wakeling wurde 1901 als Tochter eines Bergbauingenieurs in Detroit geboren. Durch den Beruf ihres Vaters zog sie mit ihrer Familie häufig um und besuchte daher Schulen in Seattle, San Francisco, Prescott, Los Angeles, Berkeley und Oakland. Nach ihrem Highschool-Abschluss arbeitete sie zunächst als Modedesignerin in einem Kaufhaus. Später studierte sie vier Jahre bei Maurice LeLoir, dem Kurator eines Museums für historische Kostüme in Paris. Ende der 1920er Jahre wurde sie von Regisseur Cecil B. DeMille entdeckt. DeMille engagierte sie als Kostümdesignerin für seine Filme, als er noch für die Pathé-Studios tätig war, und nahm sie mit, als er zu Paramount Pictures wechselte. 1933 wurde sie von der Fox Film Corporation unter Vertrag genommen, dem Studio, das 1935 mit 20th Century Pictures zur 20th Century Fox fusionierte. Dort war sie bis 1942 Chefdesignerin.

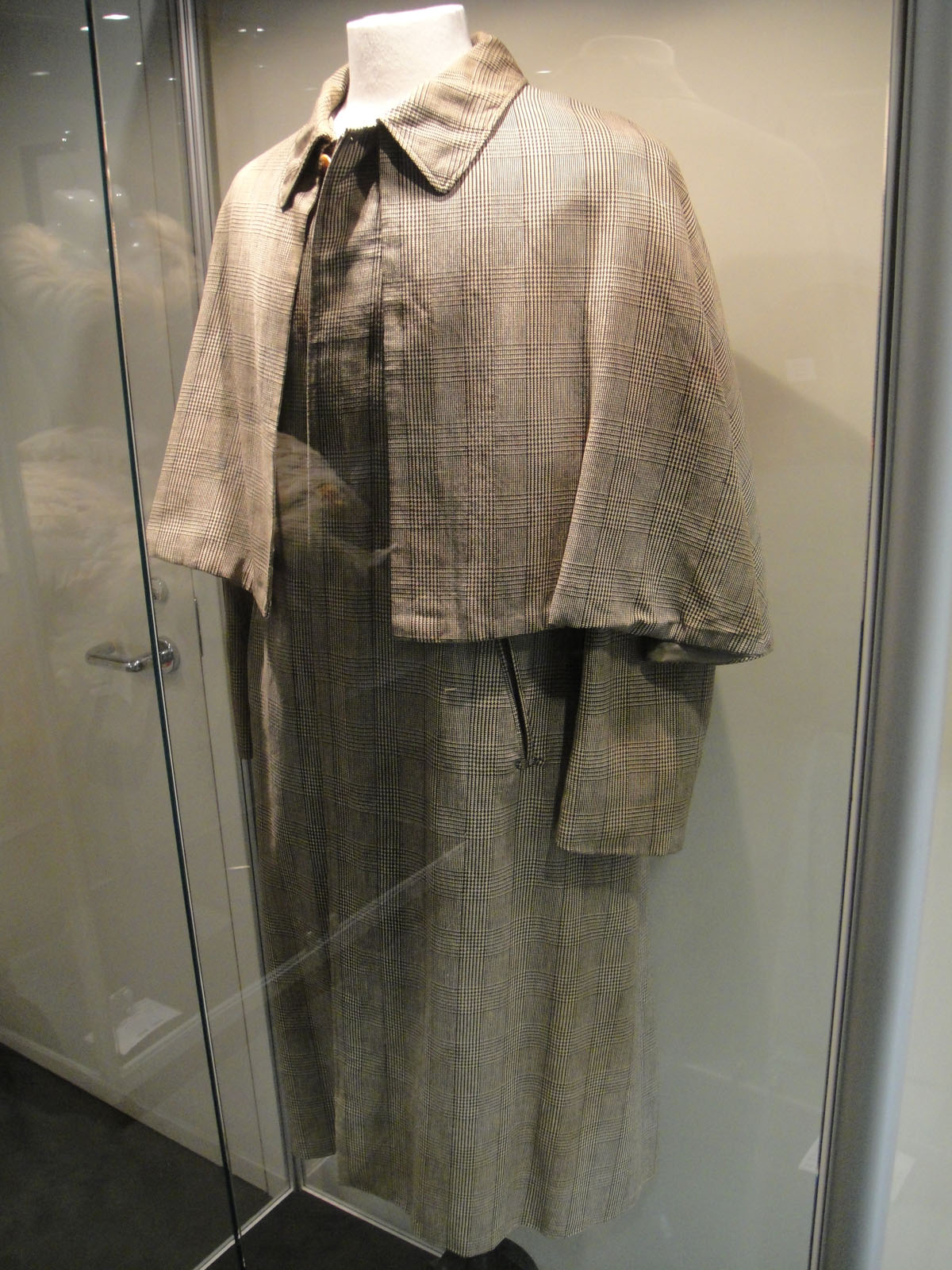
Ein von Wakeling gestaltetes Kostüm für Basil Rathbone in Die Abenteuer des Sherlock Holmes (1939)

Während der 1930er Jahre kreierte sie besonders häufig die Kostüme von Kinderstar Shirley Temple, wie etwa für John Fords Abenteuerfilm Rekrut Willie Winkie (1937). Wiederholt entwarf sie glamouröse Roben für Filmikone Rita Hayworth, die diese in Die Königin vom Broadway (1942), Sechs Schicksale (1942) und Es tanzt die Göttin (1944) trug. Am liebsten kleidete Wakeling Loretta Young ein, wie bei der Filmbiografie Die Rothschilds (1934) oder dem romantischen Filmdrama Die goldene Peitsche (1938). 1942 verließ Wakeling 20th Century Fox aus gesundheitlichen Gründen infolge einer Blinddarmentzündung, heiratete den Regisseur und Drehbuchautor Henry J. Staudigl und arbeitete fortan als freiberufliche Kostümbildnerin für Studios wie Columbia Pictures, United Artists, Republic Pictures, Warner Bros. und RKO Pictures.
Im Jahr 1951 gewann sie zusammen mit Edith Head, Dorothy Jeakins, Eloise Jensson und Gile Steele einen Oscar in der Kategorie Bestes Kostümdesign für DeMilles Bibelepos Samson und Delilah. Im Laufe ihrer Karriere wirkte sie an mehr als 140 Filmproduktionen mit. Mehrfach arbeitete sie dabei mit Regisseur John Ford, wie bei Trommeln am Mohawk (1939), Früchte des Zorns (1940) und Schlagende Wetter (1941). Wakeling, ein Gründungsmitglied der Costume Designers Guild, entwarf in den 1960er Jahren auch Kostüme für zahlreiche Theaterproduktionen der Civic Light Opera in Los Angeles.

## Filmografie (Auswahl)
- 1927: König der Könige (The King Of Kings)
- 1929: Alibi
- 1930: Ein Mann für sie (Her Man)
- 1931: Feindschaft (The Painted Desert)
- 1931: The Common Law
- 1931: Tom Keene, der König der Steppe (Freighters of Destiny)
- 1931: Helden der Unterwelt (Bad Company)
- 1932: Um eine Fürstenkrone (A Woman Commands)
- 1934: Die Rothschilds (The House of Rothschild)
- 1934: Bulldog Drummond schlägt zurück (Bulldog Drummond Strikes Back)
- 1934: Das Rätsel von Monte Christo (The Count of Monte Cristo)
- 1934: The Affairs of Cellini
- 1935: Der kleinste Rebell (The Littlest Rebel)
- 1936: King of Burlesque
- 1936: Der Gefangene der Haifischinsel (The Prisoner of Shark Island)
- 1936: Shirley Ahoi! (Captain January)
- 1936: Sonnenmädel (Dimples)
- 1936: Der springende Punkt (Pigskin Parade)
- 1936: Mississippi-Melodie (Banjo on My Knee)
- 1937: Im siebenten Himmel (Seventh Heaven)
- 1937: Rekrut Willie Winkie (Wee Willie Winkie)
- 1937: Heidi
- 1937: Ali Baba Goes to Town
- 1937: Second Honeymoon
- 1938: Shirley auf Welle 303 (Rebecca of Sunnybrook Farm)
- 1938: Alexander’s Ragtime Band
- 1938: Die goldene Peitsche (Kentucky)
- 1939: Die kleine Prinzessin (The Little Princess)
- 1939: Der Hund von Baskerville (The Hound of the Baskervilles)
- 1939: Fräulein Winnetou (Susannah of the Mounties)
- 1939: Die Abenteuer des Sherlock Holmes (The Adventures of Sherlock Holmes)
- 1939: Nacht über Indien (The Rains Came)
- 1939: Trommeln am Mohawk (Drums Along the Mohawk)
- 1940: The Blue Bird
- 1940: Früchte des Zorns (The Grapes of Wrath)
- 1940: Treck nach Utah (Brigham Young – Frontiersman)
- 1941: In den Sümpfen (Swamp Water)
- 1941: Schlagende Wetter (How Green Was My Valley)
- 1941: I Wake Up Screaming
- 1942: Abenteuer in der Südsee (Son of Fury: The Story of Benjamin Blake)
- 1942: Roxie Hart
- 1942: To the Shores of Tripoli
- 1942: Nacht im Hafen (Moontide)
- 1942: Die Königin vom Broadway (My Gal Sal)
- 1942: This Above All
- 1942: Sechs Schicksale (Tales of Manhattan)
- 1944: Es tanzt die Göttin (Cover Girl)
- 1947: Die Unbesiegten (Unconquered)
- 1949: Samson und Delilah (Samson and Delilah)
- 1951: Valentino – Liebling der Frauen (Valentino)
- 1954: Es wird immer wieder Tag (The High and the Mighty)
- 1954: Spur in den Bergen (Track of the Cat)
- 1954: Königin der Berge (Cattle Queen of Montana)
- 1955: Der gelbe Strom (Blood Alley)
- 1955: Flucht nach Burma (Escape to Burma)
- 1959: Mit Blut geschrieben (Pork Chop Hill)
- 1966: Frankie und Johnny

## Auszeichnungen
- 1951: Oscar in der Kategorie Bestes Kostümdesign für Samson und Delilah (zusammen mit Edith Head, Dorothy Jeakins, Eloise Jensson, Gile Steele)